# فص جزيري
القشرة الجزيرية (بالإنجليزية: insular cortex)‏ (تُعرف أيضًا باسم الجزيرة والفص الجزيري) هي إحدى أجزاء القشرة المخية المطوية عميقًا داخل الثلم الوحشي (الشق الفاصل بين الفص الصدغي من جهة والفصين الجداري والجبهي من جهة أخرى) في كل نصف كرة مخية من دماغ الثدييات.
يُعتقد أن للجزيرة دور في الوعي وفي العديد من الوظائف الأخرى المرتبطة بالشعور أو تنظيم استتباب الجسم. تشمل هذه الوظائف كلًا من الشفقة، والتقمص الوجداني، والتذوق، والإدراك الحسي، والتحكم الحركي، والإدراك الذاتي، والوظيفة المعرفية، والتجارب بين الأشخاص والشعور الاستتبابي مثل الجوع، والألم والإعياء. نظرًا إلى علاقتها مع ما سبق، ترتبط القشرة الجزيرة مع علم نفس الأمراض.
تُقسم القشرة الجزيرية إلى جزأين: الجزيرة الأمامية والجزيرة الخلفية حيث اكتُشف أكثر من اثنتي عشرة ساحة. تشكل المنطقة القشرية التي تعلو الجزيرة باتجاه السطح الجانبي من الدماغ ما يُعرف باسم الوصاد (أي الغطاء). تتكون الأوصدة من أجزاء الفصوص الجدارية والجبهية والصدغية المطوقة.

## أسماء أخرى
من الأسماء الأخرى لهذه المنطقة الدماغية:
- الجزيرة (باللاتينية: insula)
- الفص الجزيري (بالإنجليزية: insulary cortex)‏ أو (بالإنجليزية: insular lobe)‏
- أو فص الجزيرة

## الأهمية السريرية

### الحبسة التعبيرية المترقية
الحبسة التعبيرية المترقية هي تدهور في الوظيفة اللغوية الطبيعية ما يسبب فقدان القدرة على التواصل بطلاقة مع بقاء القدرة على فهم الكلمات المفردة والإدراك غير اللغوي سليمة. لُوحظت الحبسة التعبيرية المترقية في العديد من الحالات العصبية التنكسية بما في ذلك مرض بيك، ومرض العصبون المحرك، والتنكس القشري القاعدي، والخرف الجبهي الصدغي ومرض آلزهايمر. ترتبط أيضًا مع نقص الاستقلاب والضمور في القشرة الجزيرية الأمامية اليسرى.

### الإدمان
أظهرت العديد من دراسات التصوير الدماغي الوظيفي نشاطًا في القشرة الجزيرية عند تعرض متعاطي المخدرات للإشارات البيئية التي تحرض اشتهاء المتعاطي للمادة للمخدرة. لُوحظ حدوث ذلك مع مجموعة متنوعة من المخدرات، بما في ذلك الكوكايين، والكحول، والأفيونات والنيكوتين. على الرغم من هذه النتائج، تجاهلت الأبحاث المتعلقة بالإدمان على المخدرات الجزيرة، إذ يعود ذلك إلى عدم اعتبارها إحدى الأهداف المباشرة لنظام الدوبامين القشري المتوسطي، الذي يمثل جزءًا مركزيًا من نظريات مكافأة الدوبامين الحالية الخاصة بالإدمان. أظهرت الأبحاث المنشورة في عام 2007 قدرة مدخني السجائر ممن تعرضوا لتلف في القشرة الجزيرية، نتيجة سكتة دماغية على سبيل المثال، على التخلص من السجائر بشكل عملي. لُوحظ ارتفاع نسبة حدوث الاضطرابات في إدمان التدخين بما يصل إلى 136 مرة لدى هؤلاء الأفراد مقارنة بغيرهم من المدخنين المصابين بتلف في مناطق أخرى من الدماغ. ثبت حدوث هذه الاضطرابات في الإدمان من خلال التغيرات السلوكية المبلغ عنها ذاتيًا مثل الإقلاع عن التدخين بعد أقل من يوم واحد من الإصابة الدماغية، والإقلاع عن التدخين بسهولة، وعدم العودة إلى التدخين بعد الإقلاع وعدم وجود رغبة بالعودة إلى التدخين بعد الإقلاع. شملت الدراسة متوسط ثماني سنوات بعد الإصابة بالسكتة الدماغية، ما يزيد احتمالية تأثير انحياز الاستدعاء على النتائج. أكدت الدراسات الأحدث، التي تغلبت على محدودية الدراسة السابقة، صلاحية هذه النتائج. يوضح ذلك الدور الهام الذي تلعبه القشرة الجزيرية في الآليات العصبية الكامنة خلف الإدمان على النيكوتين وغيره من المخدرات، ما من شأنه جعل هذه المنطقة من الدماغ هدفًا محتملًا للأدوية الجديدة المضادة للإدمان. بالإضافة إلى ذلك، تشير النتائج إلى الأهمية المحتملة للوظائف التي تتوسطها الجزيرة، وخاصة المشاعر الواعية، في الحفاظ على استمرارية الإدمان على المخدرات على وجه التحديد، على الرغم من عدم تبني وجهة النظر هذه في أي من الأبحاث أو المراجعات الحديثة المتعلقة بهذا الموضوع.
أيدت دراسة حديثة على الفئران بواسطة كونتريراس وآخرين هذه النتائج، إذ أظهرت إحداث التعطيل العكسي للجزيرة اضطرابًا في تفضيل المكان الشرطي للأمفيتامين، الذي يمثل نموذجًا حيوانيًا لاشتهاء المخدر المحرض بالإشارات. أدى تعطيل الجزيرة في هذه الدراسة أيضًا إلى حث استجابات «التوعك» عند حقن كلوريد الليثيوم، ما يشير إلى وجود دور للجزيرة في الإدمان عبر ظهور الحالة الداخلية السلبية. مع ذلك، حدث تفضيل المكان الشرطي في هذه الدراسة بشكل فوري بعد حقن الأمفيتامين، ما يشير إلى دور التأثيرات الداخلية الممتعة الفورية لإعطاء الأمفيتامين، بدلًا من التأثيرات المكروهة المتأخرة لانسحاب الأمفيتامين التي تظهر في الجزيرة.
تتمثل إحدى النماذج الأخرى المقترحة بواسطة ناكفي وآخرين (انظر أعلاه) في تخزين الجزيرة لتمثيل التأثيرات الداخلية الممتعة الناجمة عن تعاطي المخدر (على سبيل المثال، تأثيرات مجرى الهواء الحسية للنيكوتين والتأثيرات القلبية الوعائية للأمفيتامين)، إذ يُنشط هذا التمثيل من خلال التعرض للإشارات المرتبطة سابقًا مع تعاطي المخدر. أظهر عدد من دراسات التصوير الوظيفي حدوث نشاط في الجزيرة خلال إعطاء الأدوية نفسانية المفعول المسببة للإدمان. أظهرت العديد من دراسات التصوير الوظيفي أيضًا حدوث نشاط في الجزيرة عند تعرض متعاطي المخدرات لإشارات المخدر، إذ ارتبط هذا النشاط مع الرغبات الذاتية. في دراسات التعرض للإشارات، يُثار النشاط في الجزيرة عند غياب التغير الفعلي في نسبة المخدر داخل الجسم. قد تلعب الجزيرة بالتالي دورًا في الذاكرة المتعلقة بالتأثيرات الداخلية الممتعة لتعاطي المخدرات السابق، أو توقع هذه التأثيرات في المستقبل أو كليهما، بدلًا من مجرد تمثيل التأثيرات الداخلية لتعاطي المخدر عند حدوثها. يؤدي هذا التمثيل إلى نشوء الرغبات الواعية التي يمكن الشعور بها كما لو أنها ناشئة من داخل الجسم. يسبب هذا شعور المدمن بحاجة جسمه لتعاطي المخدر، ما يفسر إبلاغ بعض الأشخاص المصابين بآفات في الجزيرة بنسيان أجسامهم للرغبة في التعاطي، وفقًا لهذه الدراسة.

### اليقين الذاتي في النوبات الوجدية
تتمثل إحدى الصفات الشائعة للتجارب الروحانية في الشعور القوي باليقين الذي لا يمكن التعبير عنه بالكلمات. اقترح فابيان بيكارد تفسيرًا عصبيًا لهذا اليقين الذاتي، بالاستناد إلى الأبحاث السريرية على الصرع. وفقًا لبيكارد، قد ينجم شعور اليقين هذا عن خلل وظيفي في الجزيرة الأمامية، التي تشكل إحدى أجزاء الدماغ المتعلقة بالحس الداخلي، والانعكاس الذاتي وتجنب عدم اليقين بشأن التمثيلات الداخلية للعالم من خلال «توقع حل عدم اليقين أو المخاطرة». يعمل تجنب عدم اليقين هذا من خلال الموازنة بين الحالات المتوقعة والحالات الفعلية، أي من خلال «إرسال الإشارات بعدم فهمنا، أي بوجود الغموض». يلاحظ بيكارد أن «مفهوم الاستبصار قريب للغاية من مفهوم اليقين»، مشيرًا إلى «يوريكا!» لأرخميدس. يفترض بيكارد أن الموازنة بين الحالات المتوقعة والحالات الفعلية متعذرة العمل خلال النوبات الوجدية، إذ تتوقف معالجة انعدام التطابق بين الحالة المتوقعة والحالة الفعلية، ما يكبح «المشاعر السلبية والإثارة السلبية الناشئة من عدم اليقين التنبئي»، ويؤدي إلى اختبار الثقة الشعورية. يخلص بيكارد إلى أن «التفسير الروحاني لدى بعض الأفراد ناجم عن ذلك».

### الحالات السريرية الأخرى
اقتُرح وجود دور للقشرة الجزيرية في اضطرابات القلق، وخلل التنظيم الشعوري وفقدان الشهية العصابي.

## معرض صور

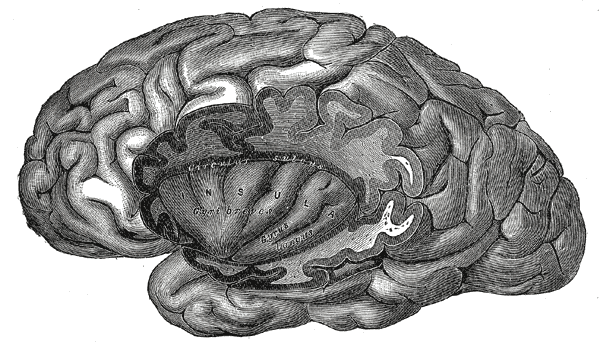
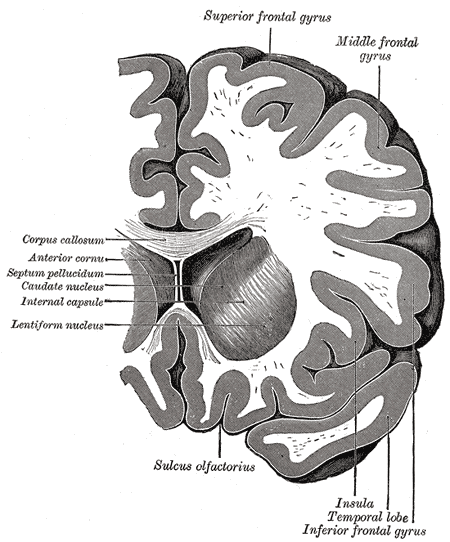
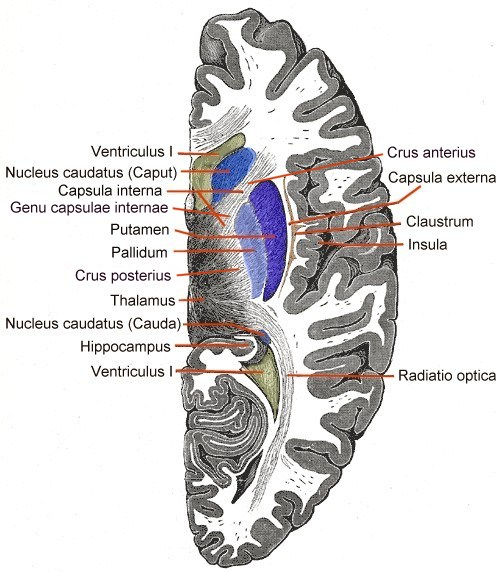